# Ierst mal ganz langsam
Ierst mal ganz langsam är det åttonde musikalbumet av den tyska popduon De Plattfööt.

## Låtlista
1. Ierst mol ganz langsam
2. Aal, Aal, biet
3. Nie wieder Mallorca!
4. Holiday up'n Molli an de See
5. Paddelboot
6. Vineta
7. Rolf mit'n Golf
8. Schlaf jetzt bloß nicht ein
9. Ein Fischkopp und ein Bayer
10. Wi hem ja noch uns
11. Wedder quit
12. Mien lewe Fru
13. As ick noch lütt wier
14. Live-Musik
15. Ja, so ein Hund...
16. Im Jahr 2000